# Оскар Вендт
Оскар Вендт (швед. Oscar Wendt, нар. 24 жовтня 1985, Гетеборг) — шведський футболіст, півзахисник клубу «Гетеборг». Відомий за виступами також у клубі «Боруссія» (Менхенгладбах) та данському клубі«Копенгаген»,  у складі якого став чотириразовим чемпіоном Данії та володарем Кубка Данії, грав також у складі національної збірної Швеції.

## Клубна кар'єра
Оскар Вендт народився в Гетеборзі. У дорослому футболі дебютував 2003 року виступами за команду «Гетеборг». У складі команди грав протягом трьох років, провівши 36 матчів чемпіонату країни.
У 2006 році Вендт переходить до складу данського клубу «Копенгаген». У складі копенгагенської грав протягом наступних п'яти сезонів. У складі «Копенгагена» був одним із основних гравців середини поля. За час виступів у складі копенгагенської команди чотири рази виборював титул чемпіона Данії, у 2009 році став володарем Кубка Данії.
До складу клубу «Боруссія» (Менхенгладбах) приєднався 2011 року. До 2021 року відіграв за менхенгладбаський клуб 244 матчі в національному чемпіонаті. З 2021 року Вендт вдруге за свою футбольну кар'єру грає у складі клубу «Гетеборг».

## Виступи за збірні
Оскар Вендт протягом 2006—2007 років залучався до складу молодіжної збірної Швеції, на молодіжному рівні зіграв у 14 офіційних матчах, забив 1 гол.
У 2007 році Вендт дебютував у складі національної збірної Швеції. У складі збірної грав до 2016 року, проте не залучався до її складу на турніри найвищого рівня. У складі збірної зіграв у 28 матчах, у яких йому не вдалось відзначитись забитими м'ячами.

## Титули і досягнення
- Чемпіон Данії (4):

«Копенгаген»: 2006–2007, 2008–2009, 2009–2010, 2009–2010
- Володар Кубка Данії (1):

«Копенгаген»: 2009